# 앙드레 모루아
앙드레 모루아(프랑스어: André Maurois, 1885년 7월 26일 ~ 1967년 10월 9일)는 프랑스의 소설가·전기작가·평론가이다. 본명은 에밀 살로몽 빌헬름 에르조그(프랑스어: Emile Salomon Wilhelm Herzog)이다.
1885년 프랑스 노르앙디의 엘뵈프에서 알자스계 유대인인 에른스트 헤르조그의 아들로 태어났다.
루앙의 고등중학교에서 철학자 알랭에게 배워 큰 영향을 받았다. 졸업 후 고향인 엘뵈프 (Elbeuf) 에 돌아가 부친의 직물공장 경영을 돕는다. 영국통 (英國通) 이어서 제1차 세계 대전에는 영국군 참모부의 통역으로 활약하였다. 이 체험을 살려서 쓴 소설 《브랑블 대령의 침묵》(1918년)으로 문단에 등장하였으며 그 후 소설은 《풍토 (風土)》(1928년) 등의 가작 (佳作) 을 내어놓았으나 오히려 1923년에 발표한 《셸리의 일생》을 비롯한 "소설류 (小說類)의 전기" 《바이런》(1930년), 《마르셀 프루스트를 찾아서》(1949년), 《상드전(傳)》(1952년), 《위고전(傳)》(1954년), 《발자크》(1965년) 등이 대표작이라 할 수 있다.
엄밀한 자료를 기초로 하여 정묘한 붓으로 독자를 사로잡는다. 《하나의 생활 기술》(1939년), 《사랑의 일곱 가지 양상》(1946년), 《비로소 행동이 있었다》(1966년) 등은 에스프리 가 넘치는 에세이로서 온건한 인생관과 사회관을 역설하여 모랄리스트의 전통을 계승하였다. 특히 《영국사》(1937년), 《프랑스사》(1947년), 《미국사》(1947년) 등 역사가의 면모도 빠뜨릴 수 없다.